# Ace Young
Pour les articles homonymes, voir Young.
Brett Asa Young dit Ace Young est un auteur-compositeur-interprète et acteur américain, né le 15 novembre 1980 à Denver (Colorado). Il a acquis une notoriété nationale en participant à la cinquième saison de l'émission de téléréalité American Idol. Young sort de la compétition le 19 avril 2006, à la 7e place.

## Prestations lors d'American Idol
| Semaine                    | Thème                       | Chanson                    | Artiste            | Résultat    |
| -------------------------- | --------------------------- | -------------------------- | ------------------ | ----------- |
| Audition                   | Choix libre                 | Swear It Again (en)        | Westlife           | Sélectionné |
| Semifinals Top 24 (12 Men) | -                           | Father Figure              | George Michael     | Advanced    |
| Semifinals Top 20 (10 Men) | -                           | If You're Not the One (en) | Daniel Bedingfield | Advanced    |
| Semifinals Top 16 (8 Men)  | -                           | Butterflies                | Michael Jackson    | Advanced    |
| Top 12                     | Chansons de Stevie Wonder   | Do I Do                    | Stevie Wonder      | Bottom 3    |
| Top 11                     | Chansons des années 1950    | In the Still of the Night  | The Five Satins    | Safe        |
| Top 10                     | Chansons des années 2000    | Drops of Jupiter (Tell Me) | Train              | Bottom 3    |
| Top 9                      | Chansons de musique country | Tonight I Wanna Cry        | Keith Urban        | Safe        |
| Top 8                      | Chansons de Queen           | We Will Rock You           | Queen              | Bottom 3    |
| Top 7                      | Great American Songbook     | That's All                 | Nat King Cole      | Éliminé     |

## Discographie

### Albums
| Année | Détails                                                                                      | Classement | Certifications (sales threshold) |
| Année | Détails                                                                                      | US         | Certifications (sales threshold) |
| ----- | -------------------------------------------------------------------------------------------- | ---------- | -------------------------------- |
| 2008  | Ace Young * Released : 15 juillet 2008 * Label : Pazzo Music/Fontana * Format : CD/numérique | 160        | * US: 10,000                     |

### Singles
| 2006                                    | Scattered | —  | n/a       |
| 2009                                    | Addicted  | 77 | Ace Young |
| "—" denotes releases that did not chart |           |    |           |

## Filmographie

### Télévision

#### Série Télévisées
2008 : Bones : Tommy Sour (Saison 3, épisode 14)